# Abade (Principe)
Pour les articles homonymes, voir Abade.
Abade est une localité de Sao Tomé-et-Principe située l'est de l'île de Principe. C'est une ancienne roça.

## Population
Lors du recensement de 2012, 232 habitants y ont été dénombrés.

## Roça
Cette ancienne dépendance de la roça Bela Vista s'est reconvertie dans le tourisme rural.